# Alexandr Yevdokimov
Alexandr Yevdokimov –en ruso, Александр Евдокимов– (5 de abril de 1947) es un jinete soviético que compitió en la modalidad de concurso completo. Ganó cinco medallas en el Campeonato Europeo de Concurso Completo entre los años 1965 y 1973.

## Palmarés internacional
| Campeonato Europeo | Campeonato Europeo        | Campeonato Europeo | Campeonato Europeo |
| Año                | Lugar                     | Medalla            | Categoría          |
| ------------------ | ------------------------- | ------------------ | ------------------ |
| 1965               | Moscú (URSS)              | Medalla de oro     | Por equipos        |
| 1969               | Le Pin-au-Haras (Francia) | Medalla de plata   | Por equipos        |
| 1971               | Burghley (Reino Unido)    | Medalla de plata   | Por equipos        |
| 1973               | Kiev (URSS)               | Medalla de oro     | Individual         |
| 1973               | Kiev (URSS)               | Medalla de plata   | Por equipos        |